# Deep End (singolo)
Deep End è un singolo della cantautrice statunitense Fousheé, pubblicato il 31 luglio 2020 come primo estratto dal secondo EP Time Machine.

## Video musicale
Il video, diretto da Zach Sulak, è stato reso disponibile il 31 luglio 2020 in concomitanza con l'uscita del singolo.

## Tracce
Testi e musiche di Brittany Fousheé e Itai David Shapira.
Download digitale, streaming
1. Deep End – 2:21

Download digitale, streaming – Acoustic
1. Deep End (Acoustic) – 2:30

Download digitale, streaming – Rompasso Remix
1. Deep End (Rompasso Remix) – 2:44

## Formazione
- Fousheé – voce, produzione, registrazione
- Biako – produzione
- Riley Bell – mastering, missaggio

## Classifiche

### Classifiche settimanali
| Classifica (2020-25) | Posizione massima |
| -------------------- | ----------------- |
| Austria              | 59                |
| Belgio (Fiandre)     | 68                |
| Belgio (Vallonia)    | 61                |
| Bielorussia          | 176               |
| Croazia              | 96                |
| Germania             | 75                |
| Grecia               | 50                |
| Irlanda              | 60                |
| Italia               | 54                |
| Lituania             | 2                 |
| Moldavia             | 39                |
| Polonia              | 43                |
| Portogallo           | 123               |
| Repubblica Ceca      | 18                |
| Romania              | 8                 |
| Russia               | 2                 |
| Slovacchia           | 5                 |
| Svizzera             | 52                |
| Ucraina              | 23                |
| Ungheria             | 23                |

### Classifiche di fine anno
| Classifica (2020) | Posizione |
| ----------------- | --------- |
| Russia            | 100       |
| Classifica (2021) | Posizione |
| Russia            | 18        |
| Ucraina           | 140       |
| Classifica (2022) | Posizione |
| Ucraina           | 198       |
| Classifica (2023) | Posizione |
| Moldavia          | 176       |

### Classifiche di fine decennio
| Classifica (2020-29) | Posizione |
| -------------------- | --------- |
| Russia               | 49        |